# Innocent Eyes
Az Innocent Eyes című album az ausztrál énekesnő Delta Goodrem első szólólemeze, amely 2003. március 21-én jelent meg Ausztráliában. Az albumon hallható dalok javarészt pop és ballada számok erőteljes zongorakísérettel színesítve. Delta a legtöbb dal megírásában közreműködött, valamint két olyan szám is hallható a nagylemezen, amelyet teljes egészében ő írt (In my own time, Will you fall for me). Bemutatkozó albuma az ausztrál lemezeladási listák élén debütált, az Egyesült Királyságban és Írországban is a Top 3-ban nyitott, és több mint 3 millió példányban kelt el világszerte (Ausztráliában több mint egymilliót adtak el belőle).
A nagylemez öt kislemezdala (Born to Try, Lost Without You, Innocent Eyes, Not Me, Not I, Predictable) szintén ”number one” sláger lett, ezzel egy újabb rekordot állított fel, ugyanis ő lett az első előadó akinek bemutatkozó albumán öt dal is number-one pozícióba került.

## Munkálatok
Delta számos neves zenei producerrel és dalszövegíróval dolgozott együtt az album munkálatain, többek között Gary Barlow, Eliot Kennedy, Ric Wake, Kara DioGuardi, Matthey Gerrard, Vince Pizzinga, David Nicholas, a The Rembrands és Mark Holden segítettek neki a dalok megalkotása során. 
A dalok többségének felvétele közben élő hangszeres megoldást választottak, szemben a legtöbb popzenésszel, akik a háttérzenét szintetizátor segítségével alkotják meg.
Delta az album elkészítésével kapcsolatban elmondta:
”Olyan albumot akartam készíteni, ami az én egyéniségemet és életemet tükrözi. Mindegyik dal elvisz arra a helyre, ahol felidézhetem mi történt velem akkor. Az egész album akár a naplóm is lehetne, az elmúlt két évben átélt események benne vannak a dalokban. Mindegyik szám közel áll hozzám, ugyanolyan jelentősége van számomra. Egész életemben erre a napra vártam, és csak remélni tudom, hogy mindenkinek ugyanolyan élmény lesz hallgatni a dalokat, mint amennyire imádtam elkészíteni azokat.”

## A dalok fogadtatása és sikere
A Born to try című kislemez 2002. november 8-án jelent meg Ausztráliában, és az ausztrál kislemez eladási lista harmadik helyén debütált. Egy héttel később már a második helyen szerepelt, majd a harmadik héten megszerezte az első helyet, ezzel kiütötte az élről a Las Ketchup együttes The Ketchup Song című kislemezét. A dal háromszoros platina lett, a negyedik legtöbb példányszámban elkelt kislemez volt Ausztráliában 2003-ban, valamint Delta első number-one kislemeze lett. Három ARIA-díjat is nyert ”Legújabb felfedezett – Kislemez dal”, ”Legtöbb példányszámban eladott kislemez”, és ”Az év kislemeze” kategóriákban. Első helyezést ért el Új-Zélandon is, az Egyesült Királyságban a Top 10-ben, Írországban és Hollandiában a Top 20-ban debütált.
A Lost without you című második kislemez 2003. január 28-án jelent meg Ausztráliában, és februárban a rádiós játszási listák legkedveltebb dala lett. Márciusban sikerült a kislemez eladási lista első helyére kerülnie, ezzel Delta második number-one kislemez sikerét érte el. A dal dupla platina lett, és a hetedik legtöbb példányszámban eladott kislemez volt Ausztráliában. Az Egyesült Királyságban, Spanyolországban és Új-Zélandon szintén bekerült a Top 10-be.
Az Innocent Eyes nagylemez megjelenésekor az ausztrál ARIA album eladási lista első helyezettje volt, és kiütötte Norah Jones: Come away with me albumát az élről. Ezzel a sikerrel Delta Ausztrália egyik legtöbb albumot eladó női előadójává lépett elő, és megdöntötte John Farnham 1986-os rekordját, aki 25 hétig vezette a lemezeladási listákat Whispering Jack című albumával. Az Innocent Eyes 29 hétig állt a lemezeladási listák élén, 14-szeres platina lett, és ez volt a legtöbb példányszámban eladott album 2003-ban. A Top 100-ban 88 hétig tartózkodott, és Delta öt díjat nyert ”Legtöbb példányszámban eladott album”, ”Legjobb női előadó”, ”Legújabb felfedezett album”, ”Legjobb popalbum”, és a Channel (V) "Oz Artist of the Year" kategóriákban. 2004-ben ismét díjat nyert a ”Legtöbb példányszámban eladott album” kategóriában. Az Egyesült Királyságban a második helyen nyitott az album, 31 hétig szerepelt a Top 75-ben, és a 18. legtöbb példányszámban eladott album volt 2003-ban, dupla-platina lett, és több mint 600.000 példányban kelt el.
Az Innocent eyes kislemez 2003 júniusában jelent meg Ausztráliában. Három héttel a megjelenése után vezette a kislemezeladási listát, és ez lett Delta harmadik number-one kislemeze. A tizennyolcadik legkelendőbb kislemez volt, és platinaminősítést ért el. Az Egyesült Királyságban a Top 10-ben, Új-Zélandon a Top 20-ban nyitott.
A Not me, not I kislemez 2003 szeptemberében jelent meg Ausztráliában. A dalhoz készült videóklipet Michael Spiccia rendezte és 2003 augusztusában forgatták, nem sokkal azután, hogy az énekesnőnél rákos megbetegedést diagnosztizáltak. Delta elhatározta, hogy még elkészíti a klipet, mielőtt megkezdődik a kemoterápiás kezelésének második szakasza, mivel ez a dal volt a kedvence az albumról. Az ausztrál kislemez lista második helyén nyitott, de egy héttel később már első volt, így ez lett Delta negyedik number-one kislemeze. Ekkor döntötte meg Kylie Minogue korábbi rekordját, akinek ”csupán” 3 olyan dala volt egy albumról, amelyik number-one lett.
A Predictable kislemez 2003 novemberében jelent meg, a rádiós játszási listák kedvelt dala volt. A kislemezen John Lennon – Happy Xmas (War is over) című dalának feldolgozása is megtalálható. A tizenhetedik legtöbbet eladott kislemez volt, és ez lett Delta ötödik number-one kislemeze.
Az utolsó kimásolt dal a nagylemezről a Throw it away volt, amely csak digitális formában volt letölthető az online zeneáruházakból az Egyesült Királyságban.

## Dallista
- Born to try (Goodrem, Audius Mtawarira) – 4:13
- Innocent eyes (Goodrem, Vince Pizzinga) – 3:53
- Not me, not I (Goodrem, Kara DioGuardi, Gary Barlow, Eliot Kennedy, Jarrad Rogers) – 4:25
- Throw it away (Barlow, Kennedy, Cathy Dennis) – 3:52
- Lost without you (Gerrard, Bridget Benenate) – 4:10
- Predictable (Goodrem, DioGuardi, Rogers) – 3:40
- Butterfly (Barlow, Kennedy, Tim Woodcock) – 4:00
- In My Own Time (Goodrem) – 4:06
- My Big Mistake (Goodrem, Barlow, Kennedy, Woodcock) – 3:44
- This Is Not Me (Goodrem, Pizzinga) – 4:29
- Running Away (Goodrem, Barlow, Kennedy, Woodcock) – 3:21
- A Year Ago Today (Goodrem, Mark Holden, Paul Wiltshire) – 4:13
- Longer (Goodrem, Barlow, Kennedy, Woodcock) – 3:53
- Will You Fall for Me (Goodrem) – 3:59

Az albumnak megjelent egy különleges kiadású változata is, mely a cd mellett egy dvd-t tartalmaz. Ezen a következők találhatók:
- Born to Try (videóklip)
- Lost Without You (videóklip)
- Born to Try (élő fellépés)
- Born to Try (kulisszatitkok)
- Lost Without You (kulisszatitkok)
- Delta in London (kulisszatitkok)

## Fordítás
- Ez a szócikk részben vagy egészben  az   Innocent_Eyes_(Delta_Goodrem_album) című angol Wikipédia-szócikk fordításán alapul.  Az eredeti cikk szerkesztőit annak laptörténete sorolja fel. Ez a jelzés csupán a megfogalmazás eredetét és a szerzői jogokat jelzi, nem szolgál a cikkben szereplő információk forrásmegjelöléseként.